# François Français
Pour les articles homonymes, voir Français (homonymie).
François Français, de son nom complet Joseph François Français, né le 7 avril 1768 à Saverne (Bas-Rhin), mort le 30 octobre 1810 à Mayence (autrefois chef-lieu du Mont-Tonnerre), est un mathématicien français dont les contributions dans le domaine du calcul différentiel furent importantes.  Il a notamment contribué à faire connaître les travaux de Jean-Robert Argand sur les nombres complexes. Son plus jeune frère est l'officier du génie de Metz Jacques Frédéric Français.

## Biographie

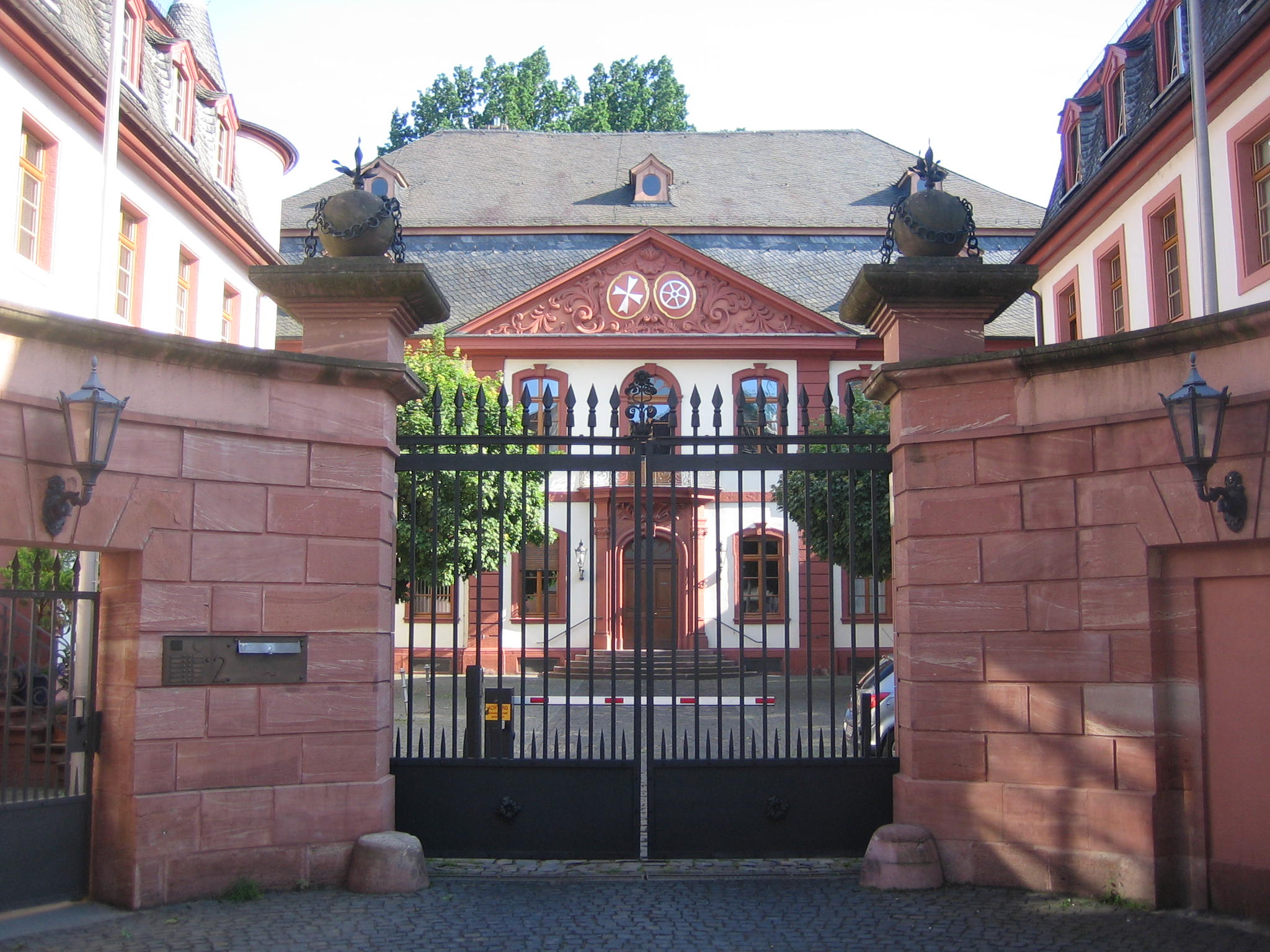
Hôtel de l'ordre du Saint-Sépulcre, Mayence
Bombe explosive décorée sur le poteau comme allégorie pour l'école de l'artillerie de 1813 à 1814.

Après des études de séminariste, il devient professeur au collège de Colmar en 1791 puis à celui de Strasbourg en 1792.
Les événements politiques ont produit une interlude dans la carrière de Français. La révolution française de 1789 n'a pas gagné le soutien universel et il y avait des tentatives de contre révolution dans certains endroits de France. Dans la région Vendée dans l'ouest de la France, il y a eu un soulèvement déclenché par l'introduction de la conscription en février 1793.
Vers le milieu de mars, une alliance se forma entre des royalistes et des paysans qui créèrent une petite armée. Français rejoignit l'armée du gouvernement en mai 1793, armée qui fut mobilisée pour arrêter cette rébellion. L'armée rebelle à ce moment-là comptait autour des 30 000 hommes. Elle captura les villes de Thouars, Parthenay et Fontenay en mai. Les rebelles passèrent à travers la Loire allant vers l'est et prirent la ville d’Angers vers la mi-Juin. Cependant leur progression fut stoppée lorsqu'ils échouèrent la prise de la ville de Nantes. Pendant les mois d'été, les combats furent confus et quelque peu éparpillés entre les forces du gouvernement et les rebelles . 
En octobre  1797, il est professeur de mathématiques à l'école centrale du Haut-Rhin à Colmar, c'est le poste qu'il a occupé le plus longtemps, plus de 6 ans. En septembre 1803,  il occupe un poste de professeur de mathématiques au  lycée de Mayence, puis à l'École d'artillerie de La Fère en 1804. Il retourne ensuite à Mayence où il enseigne à l'école d'artillerie. Son mémoire de 1795 sur les équations aux dérivées partielles, présenté à l'Académie des sciences en 1797, n'est pas publié mais attire l'attention de Lacroix. Il travaille en collaboration avec Arbogast sur le calcul différentiel et hérite de ses papiers à la mort de celui-ci. En 1804, il présente sur le sujet un papier qui ne sera pas non plus publié.
Il entretient des correspondances avec Legendre, Lagrange, Lacroix et Biot et c'est ainsi qu'il reçoit de Legendre le papier de Jean-Robert Argand sur le plan complexe.
C'est après sa mort que son frère Jacques Frédéric Français retrouve ses différents travaux et les publie en y mêlant, de façon parfois difficilement discernable, des ajouts personnels.

## Publications, écrits
Articles dans les Annales de mathématiques pures et appliquées (vol. 2, mai 1812, p. 325-331 ; vol. 3, 1812, p. 189-191 ; vol. 4, 1814, p. 305-319 ; vol. 5, 1815, p. 341-350)